# Rublo makhnovista
O Rublo Makhnovista foi uma moeda supostamente emitida pelo Exército Revolucionário Insurgente da Ucrânia, durante a Guerra da Independência da Ucrânia, no território da Makhnovshchina .
O rublo Makhnovista foi produzido pela impressão sobreposta em diversas notas emitidas pelo antigo Império Russo. Havia uma grande variedade de tipos de sobreimpressões. Algumas delas aumentaram em 10 vezes a denominação das notas, outros, que não alteraram a denominação das notas, levavam o nome do Exército Insurgente ou de uma de suas subdivisões. Os Makhnovistas não emitiram suas próprias notas de papel. Notas completamente originais, supostamente impressas e emitidas pelo Exército Insurgente, foram posteriormente consideradas falsificadas.
A emissão de notas pela Makhnovshchina foi notada pelo Exército Popular Ucraniano, que informou em julho de 1920 que os Makhnovistas estavam emitindo notas no valor de 1.000 karbovanets ucranianos, bem como pelo jornalista americano William Henry Chamberlin, que mais tarde relatou que as notas trazia uma mensagem afirmando que ninguém seria processado por falsificar a moeda. O reverso de outra nota dizia: "Ei, amigo, pare de se preocupar! O dinheiro esperto está em Makhno!" Colin Darch especulou que os relatos das notas makhnovistas provavelmente eram reais, pois a Guerra Civil Russa resultou na circulação de mais de 350 moedas alternativas em todo o antigo Império Russo. No entanto, a esposa de Nestor Makhno, Halyna Kuzmenko, contestou a existência de qualquer moeda Makhnovista, rejeitando os relatórios como "contos de fadas e invenções, histórias e lendas criadas pela imaginação das pessoas".